# Intendencia de Veracruz
La Intendencia de Veracruz, Corregimiento-Intendencia de Veracruz o Intendencia de Nueva-Veracruz, fue una de las 12 intendencias en las que se dividió el virreinato de Nueva España por mandato de la Real Ordenanza para el establecimiento e instrucción de intendentes de ejército y provincia en el reino de la Nueva España, promulgada en Madrid en 1786, durante el gobierno del rey Carlos III como parte de las reformas borbónicas. Su capital fue la ciudad de Veracruz.
Su territorio correspondía a los actuales estados mexicanos de Veracruz (con excepción del territorio al norte de Puebla) y una parte del oeste de Tabasco.

### Organización territorial
La intendencia de Veracruz se conformaba de las siguientes jurisdicciones: 
- Veracruz
- Acayuca
- Cosamaloapan
- Córdoba
- Orizaba
- La Antigua/Misantla
- Misantla (entre 1803 y 1806 esas fechas, puede haber habido dos jurisdicciones enteramente separadas; la literatura es confusa al respecto)
- Xalapa
- Jalacingo
- Papantla
- Pánuco/Tampico

Las siguientes solo dependían de la intendencia en el ramo de hacienda:
- Tuxtla y Cotaxtla (Alcaldía mayor del Marquesado del Valle)